# Раян Адамс
Раян Адамс — американський музикант, співак, автор пісень, засновник гурту Whiskeytown та сольний виконавець.
Раян Адамс захопився музикою в школі, граючи в панк-гурті Patty Duke Syndrome. Підлітком він почав грати фолк- та кантрі-музику. 1994 Адамс заснував гурт Whiskeytown, який встиг видати два альбоми до того, як розпався: Faithless Street та Strangers Almanac.
Після Whiskeytown Раян Адамс почав створювати власні пісні, які виконував разом із друзями. 2000 року вийшла його перша платівка Heartbreaker, яку порівнювали із творчістю Боба Ділана. Його другий та наступні альбоми виходили на лейблі Lost Highway, який належав Mercury Records: Gold (2001), Demolition (2003), Rock N Roll (2003), дві частини Love Is Hell, що вийшли як мініальбоми 2003 року, два альбоми із гуртом The Cardinals — Cold Roses (2005) та Jacksonville City Nights (2005), сольний 29 (2005).